# Jean Gabin

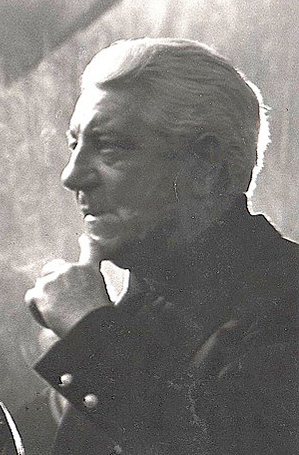
Jean Gabin (1959)

Jean Gabin (eigentlich Jean-Alexis Moncorgé; * 17. Mai 1904 in Paris; † 15. November 1976 in Neuilly-sur-Seine) war ein französischer Schauspieler und (in seinen jungen Jahren) Chansonnier. Ab den späten 1930er Jahren zählte er zu den führenden Charakterdarstellern des französischen Kinos und genoss auch international großes Renommee.

## Leben und Karriere

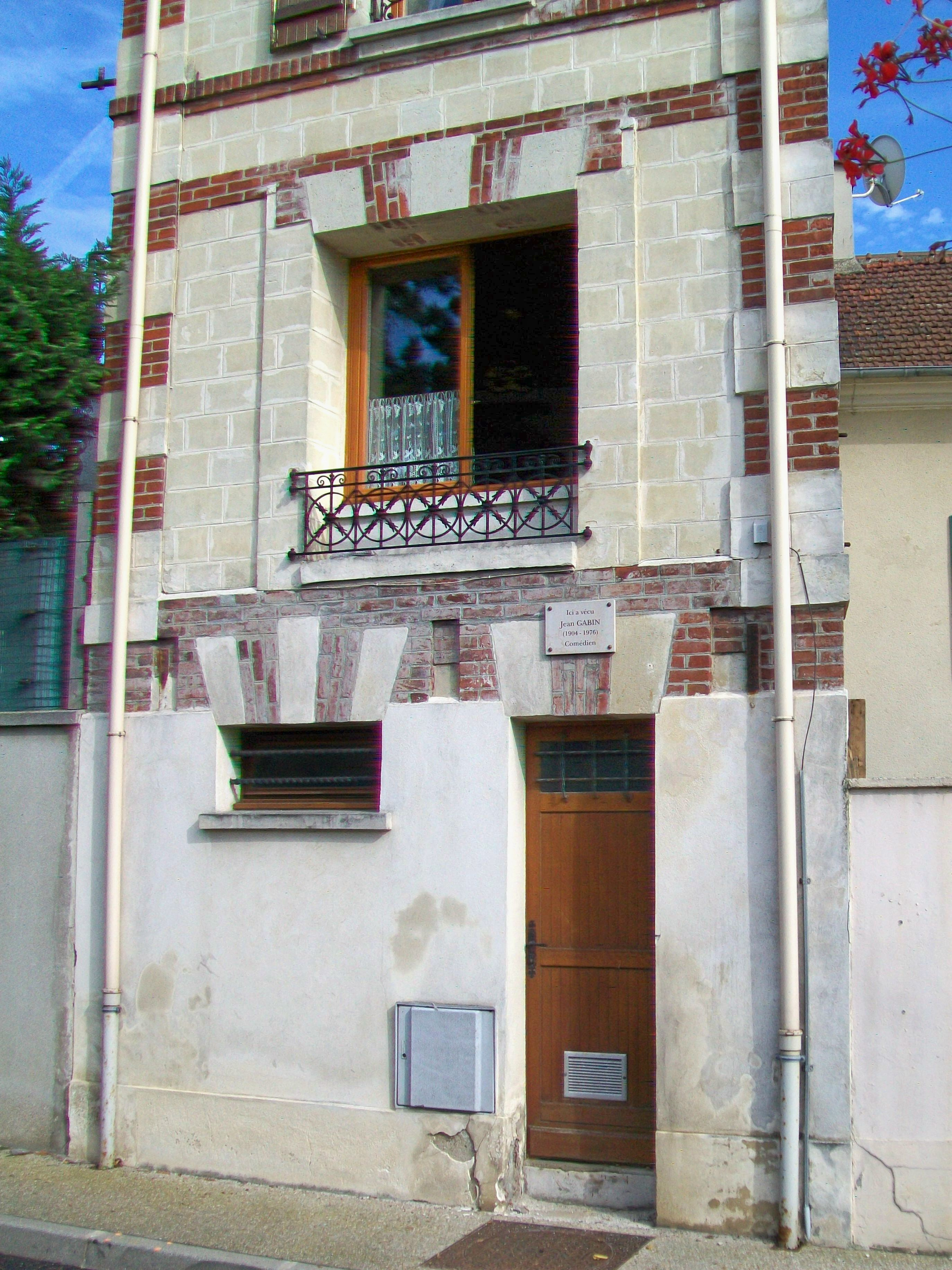
Wohnung von Jean Gabin in Mériel (2011)

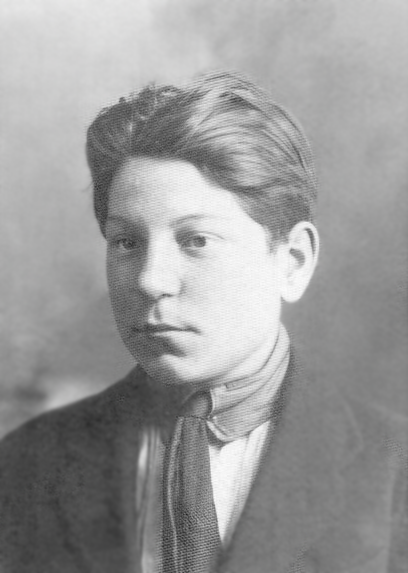
Jean Gabin (1918)

Als Sohn der Varietékünstler Ferdinand Moncorgé (Künstlername Gabin; 1868–1933) und Hélène Petit (1865–1918) kam Gabin bei einer Hebamme im Pariser Stadtteil Montmartre zur Welt. Seine Kindheit und Jugend verbrachte er weitgehend in der Kleinstadt Mériel in der Île-de-France, wohin sein Vater mit Frau und drei Kindern im Jahr 1900 gezogen war. Während des Ersten Weltkriegs mietete sein Vater eine Wohnung in der Rue Custine im 18. Arrondissement von Paris an, wo die Familie vorübergehend lebte.
Zunächst wollte er nicht wie seine Eltern im Rampenlicht stehen und riss von zu Hause aus. Er arbeitete u. a. in einer Fabrik, bis ihn seine Eltern überzeugen konnten, bei den Folies Bergère aufzutreten. Dort begann er als Statist und wirkte als Sänger und Tänzer in Operetten und Vaudeville-Stücken mit.
Im Jahr 1930 ging Gabin zum Film und wurde 1937 mit Pépé le Moko – Im Dunkel von Algier zum Star. In diesem Film sang er auch das Titellied. Die drei folgenden Filme, Die große Illusion, Hafen im Nebel und Bestie Mensch, machten ihn zum bedeutenden Darsteller des poetischen Realismus.
1941 folgte er Marlene Dietrich, mit der er eine Liebesbeziehung unterhielt, nach Hollywood, wo er zwei Filme drehte. Anschließend ging er nach Europa zurück; 1943 trat er in die Forces navales françaises libres, die Seestreitkräfte der Freien Französischen Streitkräfte (Forces françaises libres), ein. Als Panzerkommandant der Fusiliers marins (2. Panzerdivision) nahm er an der Befreiung Frankreichs teil und erhielt hohe Auszeichnungen. Nach dem Ende des Zweiten Weltkriegs verließ er die Armee.
Seine ersten Nachkriegsfilme waren Misserfolge. Erst ab 1954, nach Wenn es Nacht wird in Paris, konnte er an seine Vorkriegskarriere anknüpfen. Zu dieser Zeit fand Gabin in sein nun passendes Rollenfach. Zeitig ergraut und zehn Jahre älter wirkend, gab er fortan meist den bärbeißigen Senior, der mit unbeirrbarer Autorität agiert. Seine starke Leinwandpräsenz mit kräftiger Figur und massigem Schädel führte dazu, dass er bis an sein Lebensende in Hauptrollen eingesetzt wurde. Bei seinen Landsleuten genoss Gabin enorme Popularität und war darüber hinaus auch im Ausland anerkannt. Er wirkte in rund hundert Filmen mit und avancierte mit seinem minimalistischen Stil zu einer Ikone des französischen Kinos.

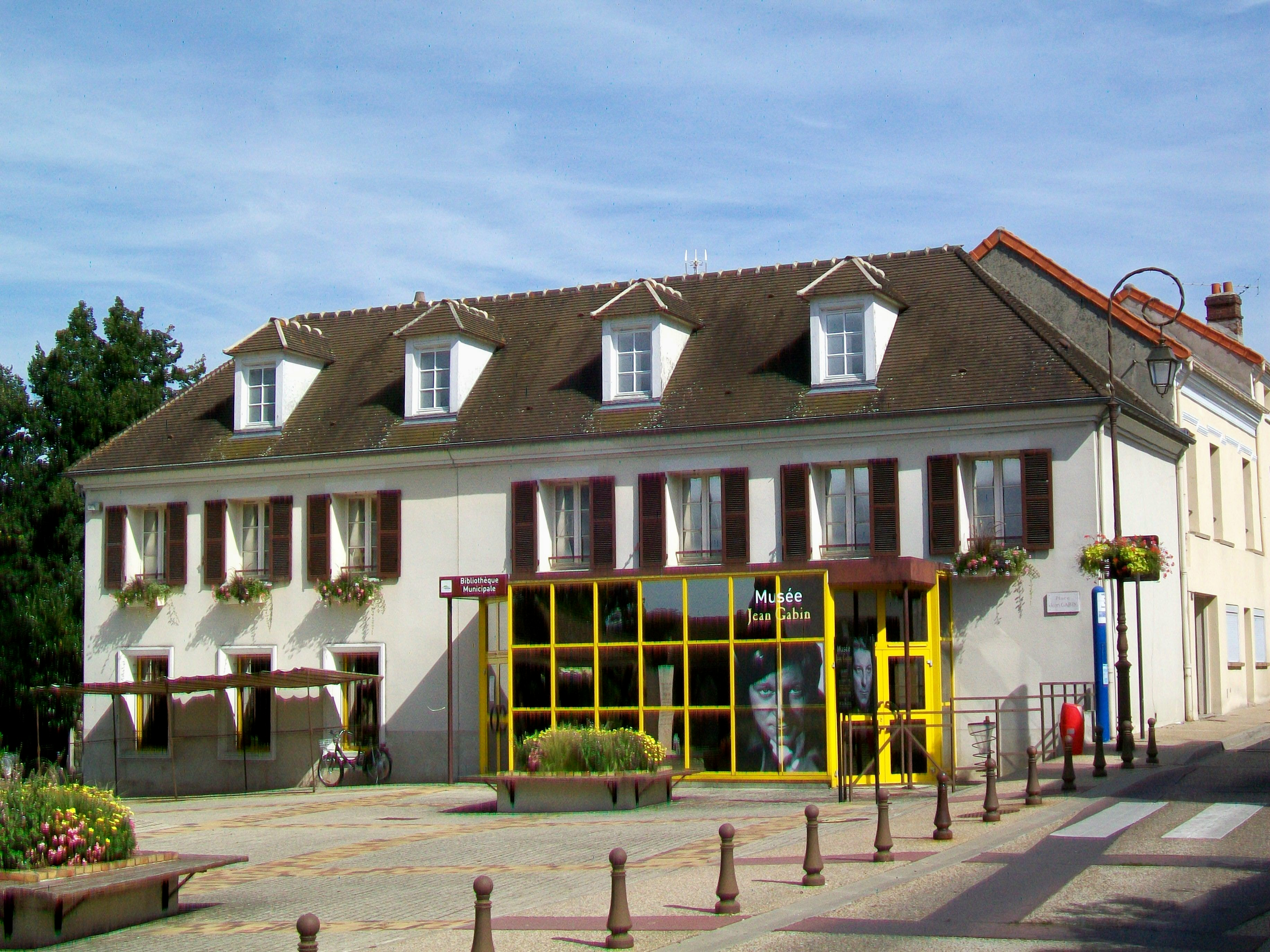
Jean-Gabin-Museum in Mériel (2011)

Filmzuschauern im deutschsprachigen Raum blieb Gabin in der Rolle des Kommissar Maigret in Erinnerung. Er spielte Maigret in den drei Filmen Kommissar Maigret stellt eine Falle (1958), Maigret kennt kein Erbarmen (1959) und Kommissar Maigret sieht rot! (1963). Georges Simenon lobte, dass Gabin „dank seiner einzigartigen Persönlichkeit die Rolle ausfüllte“. Auch in der Verfilmung von vier weiteren Romanen Simenons spielte Gabin eine Hauptrolle, so 1958 in Mit den Waffen einer Frau an der Seite von Brigitte Bardot.
In den 1960er und 1970er Jahren wirkte er in einigen Komödien mit. So spielte er 1968 neben Louis de Funès in Balduin, das Nachtgespenst. Darüber hinaus glänzte Gabin weiterhin in Charakterrollen, etwa 1971 in Die Katze an der Seite von Simone Signoret unter der Regie von Pierre Granier-Deferre.
Synchronisiert wurde Gabin in Deutschland u. a. von Paul Klinger, Wolf Martini und Hansjörg Felmy, ab den 1950er Jahren insbesondere aber von Klaus W. Krause.

## Privates

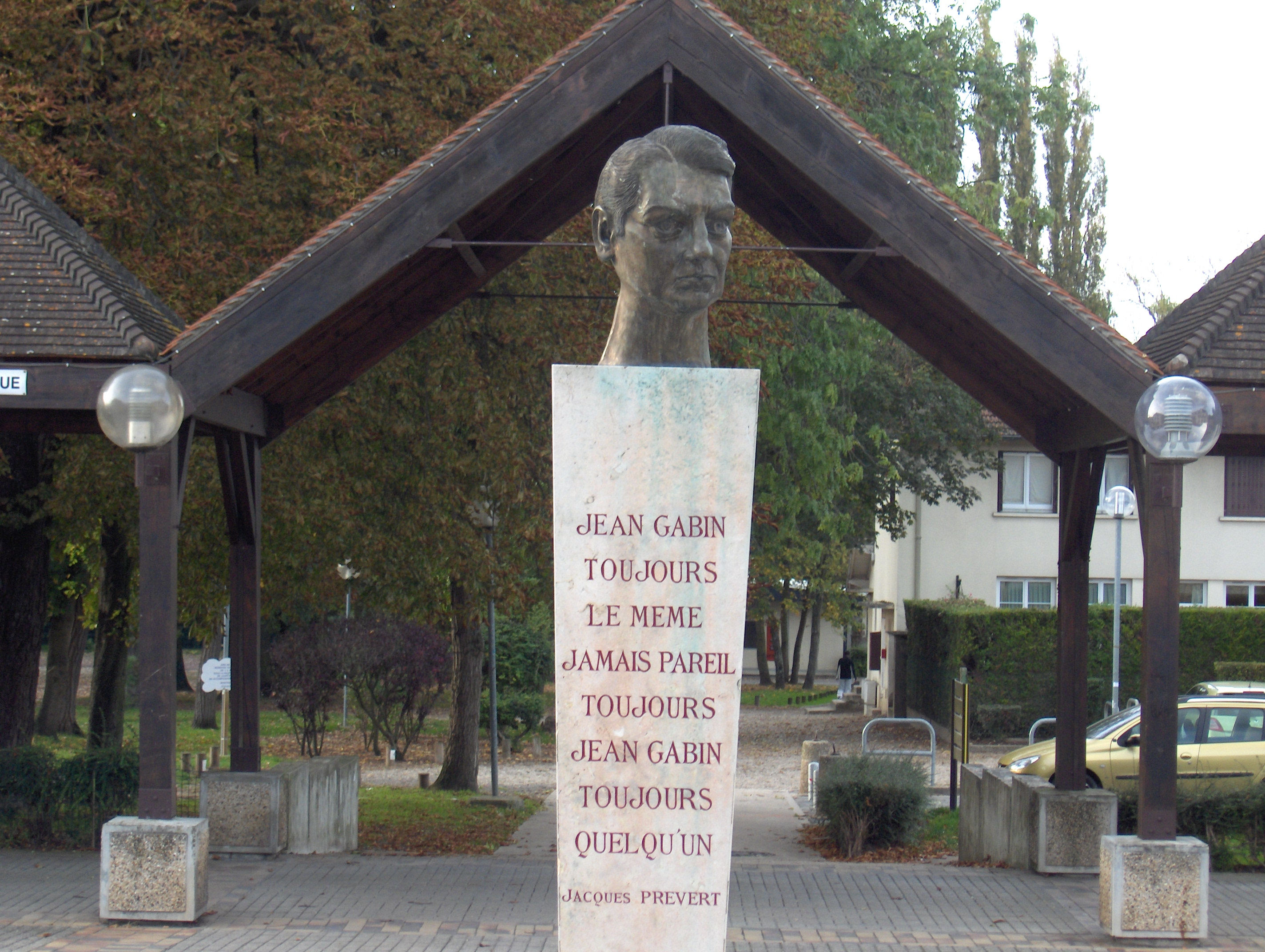
Büste von Jean Gabin in Mériel (2007)

In erster Ehe war Gabin von 1925 bis 1930 mit der Schauspielerin Gaby Basset verheiratet. 1933 heiratete er die Tänzerin Jeanne Mauchain. Diese Ehe wurde 1943 geschieden. In dritter Ehe war er von 1949 bis zu seinem Tod mit dem ehemaligen Mannequin Christiane Dominique Fournier verheiratet. Mit ihr hatte er drei Kinder: Florence (1949), Valérie (1952) und Matthias (1956).
Gabin lebte zurückgezogen und zeigte kein Interesse am Glamour der Filmindustrie. Neben der Schauspielerei leistete er sich ein teures Hobby: Er betrieb ein 100 Hektar großes Landgut in der Normandie, wo er Trabrennpferde züchtete. Gabin starb im Alter von 72 Jahren im Pariser Vorort Neuilly-sur-Seine an Herzversagen. Seine Asche wurde wenige Tage später vom Kriegsschiff Détroyat vor Brest im Meer verstreut.
Fünf Jahre nach seinem Tod wurde 1981 in Erinnerung an ihn der Jean-Gabin-Preis ins Leben gerufen.

## Gabin in der bildenden Kunst
- Harald Kretzschmar: Jean Gabin (Porträtkarikatur, Pinselzeichnung, 1962)[7]

## Filmografie (Auswahl)
- 1931: Kopfüber ins Glück (Chacun sa chance)
- 1933: Der Tunnel (Le tunnel)
- 1933: Du haut en bas
- 1934: Zouzou
- 1934: Menschen im Norden (Maria Chapdelaine)
- 1935: Das Kreuz von Golgatha (Golgotha)
- 1935: Die Liebesgasse von Marokko (La Bandéra)
- 1936: Zünftige Bande (La belle équipe)
- 1936: Nachtasyl (Les bas-fonds)
- 1937: Pépé le Moko – Im Dunkel von Algier (Pépé le Moko)
- 1937: Die große Illusion (La grande illusion)
- 1937: Der Herzensbrecher (Gueule d’amour)
- 1938: Hafen im Nebel (Quai des brumes)
- 1938: Bestie Mensch (La bête humaine)
- 1939: Der Tag bricht an (Le jour se lève)
- 1939: Das Korallenriff (Le récif de corail)
- 1939/41: Schleppkähne (Remorques)
- 1942: Nacht im Hafen (Moontide)
- 1944: The Impostor
- 1946: Martin Roumagnac
- 1949: Die Mauern von Malapaga (Le mura di Malapaga)
- 1950: Die Marie vom Hafen (La marie du Port)
- 1951: Die Nacht ist mein Reich (La nuit est mon royaume)
- 1952: Die Wahrheit über unsere Ehe (La vérité sur Bébé Donge)
- 1952: Pläsier (Le plaisir)
- 1952: Geständnis einer Nacht (La minute de vérité)
- 1953: La vierge du Rhin
- 1953: Das Fleisch ist schwach (Bufere)
- 1954: Wenn es Nacht wird in Paris (Touchez pas au grisbi)
- 1954: Die Luft von Paris (L’air de Paris)
- 1955: French Can Can (French Cancan)
- 1955: Napoleon (Napoléon)
- 1955: Razzia in Paris (Razzia sur la chnouf)
- 1955: Gas-Oil (Gas-Oil)
- 1955: Der Weg ins Verderben (Des gens sans importance)
- 1955: Der Engel, der ein Teufel war (Voici le temps des assasins …)
- 1956: Vulkan im Blut (Le sang à la tête)
- 1956: Zwei Mann, ein Schwein und die Nacht von Paris (La traversée de Paris)
- 1956: Schuld und Sühne (Crime et châtiment)
- 1957: Doktor Laurent (Le cas du docteur Laurent)
- 1957: Die Nacht bricht an (Le rouge est mis)
- 1957: Die Elenden (Les misérables)
- 1958: Kommissar Maigret stellt eine Falle (Maigret tend un piège)
- 1958: Im Mantel der Nacht (Le Désordre et la Nuit)
- 1958: Mit den Waffen einer Frau (En cas de malheur)
- 1958: Die großen Familien (Les grandes familles)
- 1959: Im Kittchen ist kein Zimmer frei (Archimède, le clochard)
- 1959: Maigret kennt kein Erbarmen (Maigret et l’affaire Saint-Fiacre)
- 1959: Wiesenstraße Nr. 10 (Rue des prairies)
- 1960: Ein Herr ohne Kleingeld (Le baron de l’écluse)
- 1960: Der Himmel ist schon ausverkauft (Les vieux de la vieille)
- 1961: Der Präsident (Le président)
- 1961: Der Herr mit den Millionen (Le cave se rebiffe)
- 1962: Ein Affe im Winter (Un singe en hiver)
- 1962: Ein Herr aus besten Kreisen (Le gentleman d’Epsom)
- 1963: Lautlos wie die Nacht (Mélodie en sous-sol)
- 1963: Kommissar Maigret sieht rot! (Maigret voit rouge)
- 1964: Flegeljahre (L’âge ingrat)
- 1964: Monsieur
- 1965: Herr auf Schloß Brassac (Le tonnerre de Dieu)
- 1966: Blüten, Gauner und die Nacht von Nizza (Le jardinier d’Argenteuil)
- 1966: Rififi in Paris (Du rififi à Paname)
- 1967: Action Man (Le soleil des voyous)
- 1968: Der Bulle (Le pacha)
- 1968: Balduin, das Nachtgespenst (Le tatoué)
- 1969: Der Clan der Sizilianer (Le clan des Siciliens)
- 1969: Sous le signe du taureau
- 1970: Der Erbarmungslose (La horse)
- 1971: Die Katze (Le chat)
- 1972: Der Killer und der Kommissar (Le tueur)
- 1973: Die Affäre Dominici (L’affaire Dominici)
- 1973: Endstation Schafott (Deux hommes dans la ville)
- 1974: Das Urteil (Verdict)
- 1976: Zwei scheinheilige Brüder (L’année sainte)

## Auszeichnungen
- 1938: National Board of Review Award in der Kategorie Bester Darsteller für Die große Illusion
- 1939: National Board of Review Award in der Kategorie Bester Darsteller für Hafen im Nebel
- 1951: Coppa Volpi als bester Darsteller bei den Internationalen Filmfestspielen von Venedig für Die Nacht ist mein Reich
- 1954: Coppa Volpi als bester Darsteller bei den Internationalen Filmfestspielen von Venedig für Die Luft von Paris und Wenn es Nacht wird in Paris
- 1959: Silberner Bär bei den Internationalen Filmfestspielen Berlin für Im Kittchen ist kein Zimmer frei
- 1958: Nominierung für den British Academy Film Award in der Kategorie Bester ausländischer Darsteller für Zwei Mann, ein Schwein und die Nacht von Paris
- 1959: David di Donatello in der Kategorie Bester ausländischer Darsteller für Die großen Familien
- 1960: Nominierung für den British Academy Film Award in der Kategorie Bester ausländischer Darsteller für Kommissar Maigret stellt eine Falle
- 1971: Silberner Bär bei den Internationalen Filmfestspielen Berlin für Die Katze
- 1987: César-Ehrenpreis für sein Lebenswerk (postum)

## Dokumentarfilm
- Eine unvollendete Liebe. Marlene Dietrich und Jean Gabin. Dokumentarfilm, Deutschland, 2012, 52 Min., Buch und Regie: Daniel Guthmann, Christian Buckard, Produktion: DG Filmproduktion, WDR, arte.